# The Witcher 2: Assassins of Kings
The Witcher 2: Assassins of Kings (in polacco Wiedźmin 2: Zabójcy królów) è un videogioco action RPG open world del 2011, sviluppato dalla casa di sviluppo polacca CD Projekt RED, ed è il seguito di The Witcher (2007). L'ambientazione del titolo rievoca i paesaggi e i personaggi immaginati dallo scrittore polacco Andrzej Sapkowski nella sua saga dedicata ai Witcher (in polacco Wiedźmin) così come nel gioco precedente.
Il gioco, che usufruisce del motore grafico REDengine, fu pubblicato inizialmente per Microsoft Windows e in seguito per Xbox 360. La distribuzione per l'Europa centrale è a cura della stessa CD Projekt, per il Nord America è invece Atari, per Europa occidentale è la Namco Bandai e per la Russia la 1C Company. La CD Projekt gestisce anche la distribuzione digitale tramite il sito web GOG.com, di sua proprietà.

## Trama
Il videogiocatore, così come nel primo capitolo della serie, gestisce il personaggio di Geralt di Rivia, un Witcher, un essere umano modificato geneticamente e addestrato a combattere contro i mostri, abile nell'uso della spada e dell'alchimia, nonché conoscitore di qualche rudimentale forma di magia (i segni). 
La trama del gioco non è lineare e le scelte del giocatore influenzano lo svolgimento della trama e gli effetti delle decisioni prese spesso non sono immediati.
La storia fa luce su cosa avvenne all'inizio del primo capitolo della serie e sulla perdita di memoria di Geralt. 

### Prologo
Geralt, dopo aver sognato nuovamente la caccia selvaggia, si risveglia in una prigione. Vernon Roche, capo delle Bande Blu, forze speciali al servizio della corona di Temeria, ha modo di interrogare Geralt sull'assassinio del sovrano di Temeria, re Foltest, in cui il witcher parrebbe implicato: Geralt inizia a raccontare gli eventi precedenti la morte del re, accaduta durante una sua guerra contro la casata baronale dei La Valette, macchiatasi di tradimento.
Circa due mesi prima del regicidio, Geralt aveva salvato Foltest da un attentato guadagnandosi la fiducia del sovrano. Questi, avendo posto fine alla logorante guerra civile scoppiata ad opera del folle Jacques de Aldesberg, colse la palla al balzo per risolvere un "battibecco" avuto con la baronessa Maria Luisa La Valette, dalla cui tresca nacquero Anais e Boussy; benché illegittimi, questi erano di fatto gli ultimi eredi al trono di Temeria dal momento che la figlia maggiore di Foltest, Adda, era morta. Il re, intraprendendo un vero e proprio conflitto bellico contro i traditori, aveva voluto al suo fianco Geralt come guardia del corpo. L'assalto al monastero, alla ricerca dei figli del re, prese però una piega inattesa: un enorme drago prese di mira Geralt e i suoi alleati, lanciando fuoco sulle loro postazioni. Alla fine re Foltest trovò i suoi figli ma venne ucciso dall'uomo che fingeva di essere il loro guardiano. Geralt cercò di sventare l'assassinio ma fallì: non solo il misterioso attentatore riuscì a fuggire con l'aiuto degli Scoia'tael (ribelli in armi contro l'imperante razzismo verso i non-umani), ma Geralt venne anche creduto colpevole dell'omicidio, essendo trovato dalle guardie di Temeria accanto al cadavere del sovrano.
Alla fine del racconto, un convinto Vernon Roche libera Geralt dalle manette. Il witcher, insieme a Vernon e Triss Merigold, maga ed ex consigliera del re nonché amante di Geralt, si dirige verso Flotsam sulle tracce degli Scoia'tael che li avevano attaccati.

### Atto I
Giunti a Flotsam, il gruppo incontra Iorveth, l'elfo a capo degli Scoia'tael, con cui ingaggiano un breve scontro fino ad arrivare in città. Geralt arriva in tempo per salvare due vecchi amici dall'impiccagione: il nano Zoltan e il bardo Dandelion. Successivamente, con l'aiuto della maga Sheala de Tansarville, uccide il kayran (un mostro marino simile a un Kraken) che infestava il porto e riesce inoltre a scoprire l'identità del regicida di Foltest: un witcher di nome Letho, che ha ucciso anche il sovrano dell'Aerdin.
Geralt sta ancora cercando di recuperare la memoria e talvolta ha delle visioni sul suo passato dove intravede una maga chiamata Yennefer. Triss afferma di potergli preparare un incantesimo per aiutarlo a ricordare con qualche petalo della rosa del ricordo, un fiore dotato di poteri magici.
Geralt, con l'aiuto di Zoltan, trova Iorveth per avvertirlo che Letho lo sta solo sfruttando e insieme fingono che il witcher sia riuscito a catturarlo; così si presenta legato di fronte a Letho, che ammette che l'elfo era solo uno strumento e che un tempo Geralt gli aveva salvato la vita. Irrompono le guardie di Roche e i due witcher ingaggiano un duello (in questo punto il giocatore può scegliere se dare una spada a Iorveth, permettendogli di fuggire, o aiutare Vernon a catturarlo). Nell'acceso duello Letho sovrasta Geralt, ma lo lascia andare, restituendogli il favore di avergli salvato la vita, in quanto non lo reputa suo nemico. Il regicida obbliga quindi Triss a teletrasportarlo altrove, facendo perdere le sue tracce insieme alla maga, ma scopre che Triss ha avuto un dialogo con Dethmold, mago e consigliere di re Henselt, sovrano del Kaedwen, oppure con Philippa Eilhart, anch'ella maga e consigliera alla corte di Redania.
La scelta di aiutare Roche o Iorveth si riflette lungo tutto il corso della storia, ma nell'immediato crea un bivio: nel primo caso, Roche chiede a Geralt di aiutarlo a uccidere il traditore Loredo, comandante di Flotsam; nel secondo, Iorveth ha bisogno di Geralt per spostarsi nell'Aedirn, dove una donna carismatica di nome Saskia, detta la Vergine di Aedirn, è a capo di una rivolta di contadini.

### Atto II
Henselt, re del Kaedwen, è intenzionato ad acquisire le terre dell'Aedirn, rimaste prive di un sovrano dall'assassinio del re Demavend per mano di Letho, e Stennis, figlio del re Demavend, si trova a trattare con re Henselt per le sue terre.
Durante l'atto, il witcher ricorda maggiori frammenti del suo passato mentre prosegue la ricerca di Triss, senza però ritrovarla ancora.

#### La via di Vernon Roche
Dopo un incontro tra Saskia e re Henselt, nel campo di battaglia compaiono dei fantasmi in armatura dei soldati di Henselt e di Demavend caduti in quel luogo tre anni prima, dai quali Geralt difende il sovrano aiutato dal mago Dethmold. Giunti all'accampamento, re Henselt chiede al witcher di spezzare la maledizione che grava su di lui, lanciata tre anni prima dalla sua maga, Sabrina Glevissig. Questa era stata condannata e bruciata al rogo per aver lanciato palle di fuoco sul campo di battaglia uccidendo nemici ed alleati. Geralt recupera la punta della lancia con cui un soldato trafisse Sabrina, la bandiera degli Stendardo Grigio e la Spada del generale Seltkirk. Con questi oggetti, Geralt ricrea l'atmosfera dell'esecuzione ed evoca il fantasma di Sabrina, che re Henselt trafigge nuovamente con la lancia, spezzando la maledizione.
Tornati all'accampamento, Geralt apprende che Anais, la figlioletta di Foltest, è rimasta l'unica erede al trono di Temeria, essendo il piccolo Boussy morto in circostanze misteriose. Due assassini irrompono nella tenda del re ma il witcher salva Henselt. Con la necromanzia, Dethmold permette a Geralt di rivivere gli ultimi ricordi di uno degli assassini, al soldo di Letho, scoprendo che la maga Sheala è implicata nella morte di re Demavend. Geralt riesce infine a spezzare anche la maledizione del campo di battaglia dopo aver sconfitto un draug, enorme e malevolo spettro generato dall'odio e dai pezzi di armatura rimasti sul campo. La battaglia riporta alla mente di Geralt alcuni ricordi, tra cui il momento in cui ha salvato la vita a Letho.
Tre giorni dopo, Geralt viene a sapere che Henselt ha smascherato un complotto organizzato da Vernon Roche e da alcuni nobili ai suoi danni, e già molti membri delle Bande Blu sono stati uccisi, eccetto Vernon e il suo braccio destro Ves. Il witcher si scontra con Dethmold per supportare Vernon Roche. Durante l'assalto guidato da Henselt alla città nanica di Vergen, Geralt e Roche cercano Sheala, scoprendo che questa è diretta alla città di Loc Muinne. Il duo si scontra con Henselt e, una volta battuto, possiamo decidere se lasciare che Roche lo uccida o salvarlo.

#### La via di Iorveth
Durante l'assalto dei fantasmi, che stravolge il colloquio tra Stennis e lo stesso Henselt, Geralt salva Stennis e Saskia grazie all'aiuto di Iorveth e della maga Philippa Eilhart, alleata dell'Aedirn. Saskia viene avvelenata e il witcher deve procurarsi gli ingredienti per l'antidoto, anche perché Saskia è l'unica in grado di procurargli la Spada di Vandergrift, necessaria per spezzare la maledizione insieme alla bandiera degli Stendardo Grigio, mentre Philippa procura un medaglione magico e l'armatura del generale Seltkirk. Guarita Saskia, Geralt e Philippa spezzano la maledizione ma il witcher viene posseduto dai fantasmi di alcuni soldati prima di poter affrontare il draug. Dopo lo scontro, Geralt si risveglia a casa di Philippa e apprende che Vergen sta per essere assediata dalle truppe di Henselt. Geralt e Zoltan aiutano Iorveth e gli Scoia'tael contro i kaedweniani. Henselt si arrende, promettendo di pagare gli indennizzi di guerra e riconoscendo Saskia governatrice del nuovo stato di Vergen. Dethmold viene condannato a morte, mentre Philippa e Saskia si teletrasportano altrove in modo sospetto.

### Atto III
A Loc Muinne, si tiene un vertice di maghi a cui partecipano anche diversi esponenti dei regni settentrionali. I maghi intendono ripristinare la vecchia Confraternita sciolta tempo fa.

#### La via di Vernon Roche
Roche e Geralt si recano al cospetto del re della Redania, Radovid, il quale vorrebbe strappare la piccola Anais dalle mani di Dethmold, che l'ha rapita, e porla sul suo trono come sposa: ciò preverrebbe Temeria dalla sua spartizione fra baroni, tuttavia non come regno indipendente, ma come protettorato di Redania.
Si può proseguire la ricerca di Triss o salvare Anais dai kaedweniani, e scegliere di consegnare la piccola a re Radovid oppure alla delegazione di Temeria.

#### La via di Iorveth
Viaggiando con Iorveth, si viene a sapere che Philippa è stata imprigionata per tradimento da Radovid. Raggiunta di nascosto la maga, Geralt deve decidere se aiutarla ad evadere o lasciarla al suo destino e seguire Triss. Nel primo caso, Geralt sarà in grado di spezzare l'incantesimo su Saskia. 
Le vie intraprese finora portano a due missioni confliggenti: aiutare rispettivamente Vernon a salvare Anais per l'integrità statuale di Temeria e Iorveth a spezzare l'incantesimo che rende Saskia la violenta longa manus di Philippa, garantendo a Vergen una degna regnante; oppure strappare Triss dalle grinfie dei Nilfgaardiani. Dopo il salvataggio, Triss avrà modo di svelare a Geralt il coinvolgimento della Loggia delle Maghe nell'assassinio di Demavend da parte di Letho, ignorando però il legame con quello di Foltest. 
Infine i due differenti sentieri condividono lo scontro con Saskia, in realtà un drago di nome Saesenthessis, in grado di assumere forma umana, chiamato da Sheala e Philippa in loro difesa contro i tentativi d'arresto. Nella via di Iorveth, si può spezzare l'incantesimo di controllo mentale che grava su Saskia.

### Epilogo
Geralt incontra per l'ultima volta Letho, che spiega di aver agito così non per conto della Loggia delle Maghe (di cui si è solo servito), ma dell'impero di Nilfgaard in modo da provocare discordie fra i Regni Settentrionali e poterli così conquistare più agevolmente. Il witcher può lasciarlo andare per la sua strada, ucciderlo subito, oppure parlarci per chiarire le vicende che li hanno uniti e decidere se affrontarlo in duello o meno.
La conclusione dipende fortemente dalle scelte effettuate man mano. I vari finali disponibili presentano differenze riguardo al destino di Aedirn e di Temeria e sulla sorte dei vari personaggi. Ciò che rimane invariato è l'espansione verso nord da parte dell'Impero di Nilfgaard.

## Modalità di gioco
Il gameplay differisce da quello del primo The Witcher, essendo stati apportati cambiamenti per rendere più verosimili i combattimenti e i dialoghi.
- A differenza del primo capitolo, è possibile giocare soltanto con la telecamera in terza persona, posta alle spalle del personaggio; quella isometrica non è più presente.
- Quando Geralt si intrattiene con una compagnia femminile, non compaiono le immagini erotiche (sex cards) della ragazza in questione tipiche del prequel, ma dei video in cui il sesso è rappresentato in maniera più realistica; le relazioni sessuali sono legate alla trama della storia e sono diminuite rispetto al prequel.
- È stata accentuata la collaborazione con i compagni di viaggio durante i combattimenti, anche se essi continuano a comportarsi autonomamente, come nel prequel. Il giocatore può interagire con i compagni e le sue conversazioni possono portarlo a compiere nuove missioni e a modificare il finale del gioco. Durante il suo viaggio Geralt incontra personaggi con delle proprie motivazioni e obiettivi: uomini comuni, prostitute, soldati, ribelli, maghi, re e assassini. A seconda delle decisioni prese si incontrano personaggi differenti, influenzando le future ore di gioco[5]. Geralt può scegliere gli alleati, provocando conseguenze nello svolgimento della trama. Gli eventi sono inoltre influenzati anche dalle reazioni e dalle azioni dei compagni.
- Geralt ora può scavalcare muri e ostacoli simili, ma solo se non è in combattimento ed in luoghi predisposti, segnalati da indicatori.
- La modalità meditazione può essere attivata ovunque purché non ci siano nemici nei paraggi; l'animazione che l'accompagna è presente nella versione PC ma è stata rimossa in quella per Xbox 360. Geralt non può assumere pozioni durante il combattimento, ma solo in tale stato; sullo schermo in alto viene visualizzata la durata dell'effetto della pozione. Per recuperare vitalità durante i combattimenti Geralt deve allontanarsi dai nemici e schivare i loro colpi, ad esempio facendo delle capriole.
- Le missioni secondarie sono connesse alle principali e molte possono essere concluse in maniere differenti.
- Il gioco può essere giocato a modalità facile, normale, difficile e folle. Quest'ultima prevede che la morte di Geralt implichi la fine del gioco senza possibilità di ricaricare un salvataggio (il cosiddetto permadeath). Con La patch 2.0 è stata introdotta la difficoltà "oscura", che oltre a essere tanto difficile quanto la "folle" aggiunge nuove armi e armature in ogni capitolo.
- Nuovi sistemi di sostanze mutagene danno al giocatore la possibilità di modificare gli effetti di alcune abilità.
- Meccanismi più avanzati di costruzione permettono di creare circa duecento nuovi oggetti, tra cui armi e armature. Sono stati aggiunti molti elementi per la composizione dell'armatura: vesti, guanti, cinture, ginocchiere e altri elementi che aumentano la possibilità di personalizzazione del personaggio. È possibile migliorare ogni componente in modo autonomo permettendo una vasta gamma di combinazioni di armature; nel prequel erano presenti solo quattro tipi di armature.
- Mentre nel primo gioco sono presenti solo dieci spade, adesso Geralt ha a disposizione sessantasette spade differenti oltre a picconi,asce e addirittura un bastone demoniaco, di cui ventuno d'argento per combattere i mostri.[6]. Se Geralt trova delle armi che sembrano uguali durante il suo percorso, esse possono avere caratteristiche e potenzialità differenti.[5]
- Importando il salvataggio del primo gioco si ottengono le spade già possedute e si modifica in parte la storia e la presenza o meno di alcuni personaggi. L'equipaggiamento importato sarà solo ed esclusivamente quello posseduto (o equipaggiato) dal giocatore al momento del salvataggio. Tutto il materiale presente in deposito sarà perduto. Verrà aggiunta anche una quantità di Oren (la valuta del gioco) uguale all'1% della somma in possesso al giocatore del primo capitolo nelle tasche del secondo. Alcune spade non sono presenti nel secondo titolo e, quindi, non verranno importate.[7]
- Il nuovo sistema di equipaggiamento più flessibile non pone un limite di oggetti trasportabili, ma un limite del peso complessivo che Geralt può trasportare. Gli strumenti vengono divisi in sezioni.
- Sono stati introdotti i QTE (Quick Time Events), ovvero scene in cui viene segnalato su schermo di premere un comando o una successione di essi in un preciso momento, anche se la maggior parte di loro possono essere disabilitati, volendo (tranne quelli meno impegnativi e quelli nelle lotte a mani nude, poiché basate su di essi).[8]
- Agli usuali mini-giochi presenti nel primo The Witcher (dadi, lotta a mani nude) si aggiunge quello del braccio di ferro, e vengono rimosse le gare di bevute (anche se nel primo capitolo molte erano spesso necessarie alla trama, piuttosto che semplici passatempi).
- Le decisioni prese dal giocatore nei panni di Geralt si riflettono sull'assetto politico dei Regni Settentrionali, dove si svolge la trama. La storia è stata strutturata per porre Geralt come fulcro del mondo di gioco, in modo che tutto cambi a seconda delle sue decisioni e azioni. Le scelte morali di Geralt influenzano il modo di gioco. Come nel primo capitolo, sono presenti flashback realizzati come sequenze animate (stavolta in stile web comic) che mostrano la correlazione tra gli eventi presenti e le scelte effettuate in precedenza;.

### Combattimento
- [9] Il sistema di combattimento è stato rivisto e reso più dinamico: non si basa più sul dover cliccare con il mouse in un determinato momento per creare delle successioni di attacchi (combo).
- Il giocatore ha a disposizione numerose opzioni tattiche tra cui tecniche avanzate contro i mostri: si possono combinare manualmente in tempo reale azioni come parare, schivare e contrattaccare, e il successo di tali azioni è determinato non solo dalle abilità del giocatore (quali i riflessi), ma soprattutto dalle caratteristiche di Geralt. Sono stati aggiunti nuovi elementi da combattimento che includono armi da tiro, daghe, bombe che possono stordire, avvelenare o incenerire, trappole ed esche.[10] Geralt può cambiare stile di combattimento, scegliere il bersaglio, contrattaccare e usare magia, il tutto in tempo reale durante il combattimento: non esiste infatti una pausa per scegliere tali opzioni, ma solo un rallentamento del gioco durante il quale i nemici possono continuare ad attaccare.[11].
- I combattimenti sono diventati molto più impegnativi rispetto al prequel ed è stato introdotto un sistema di sviluppo di Geralt che dovrà essere usato attentamente per sconfiggere i nemici. Lo sviluppo di Geralt è più espanso rispetto al prequel e ogni abilità acquisita gli permette di imparare mosse nuove. L'avanzamento del personaggio può dipendere anche dal livello di alcune sue abilità.[11] Sono state ridotte le abilità passive.
- Esistono quattro percorsi distinti per l'avanzamento del personaggio (incluso quello dell'addestramento, non facoltativo e comune agli altri tre), che prevedono la spesa di talenti ad ogni suo passaggio di livello. Sono suddivisi in uno schema ad albero; nel primo ci si specializza nell'uso dei segni (rudimentali incantesimi che Geralt evoca con le mani); nel secondo, si diventa un abile spadaccino; nel terzo, si acquisisce una profonda conoscenza dell'alchimia e si è in grado di creare pozioni più efficienti, unguenti e bombe. Per sbloccare questi 3 alberi di abilita è necessario spendere 6 punti nell'albero dell'addestramento. È ovviamente possibile creare un percorso misto fra le tre possibilità.[11]
- Gli attacchi di spada possono essere veloci o potenti, e il giocatore può creare delle combo, non più automatiche, scegliendo che colpo sferrare combinando velocità e potenza con parate, magie e segni. Geralt può mutilare gli avversari.
- Sono stati creati nuovi tipi di mostri che Geralt si troverà ad affrontare, tra cui dei draghi[11]
- Non esiste il livellamento dei livelli: i nemici non cambiano il loro livello dipendentemente dal livello del giocatore; saranno forti o deboli indipendentemente dal livello raggiunto nel gioco, il cui massimo è 35.[11]
- Un punto fondamentale in cui gli sviluppatori si sono concentrati per migliorare il sistema di combattimento è stato far sì che gli scontri non avessero interruzioni, in quanto nel prequel lanciare un segno o parare significava bloccare la sequenza di attacco. Adesso il giocatore non è più penalizzato da alcun tipo di interruzione del combattimento, come accadeva nel prequel, dove bloccare un attacco significava indebolirne la potenza.[12]
- Gli alleati al fianco di Geralt attaccano autonomamente e non possono morire.
- I segni esistenti nel prequel hanno delle nuove funzioni; ad esempio il segno di Axii permette a Geralt di influenzare le risposte dei PNG (personaggi non giocanti) durante i dialoghi.[13]
- I segni presenti sono: Aard (onda telecinetica capace di distruggere i muri e scaraventare i nemici), Yrden (trappola sul terreno che immobilizza o ferisce il nemico), Igni (fiammata che ferisce il nemico), Quen (scudo temporaneo che protegge Geralt), Axii (ammalia l'avversario e lo rende alleato per un breve tempo). È stato inserito il segno Heliotrope, in grado di deformare lo spazio e il tempo, disponibile solo dopo aver sbloccato un'abilità di Geralt.

### Minigiochi
In ciascuno dei minigiochi Geralt incontra avversari sempre più forti e scommette somme maggiori. Lo svolgimento dei minigiochi è incluso nelle missioni secondarie.
- Dadi: Geralt può giocare a dadi (come nel prequel) e scommettere. La gerarchia dei possibili punteggi vincenti ricorda quella del poker.
- Lotta: Geralt può incontrare il suo avversario in una locanda e fare una scommessa. L'obiettivo è riuscire ad avere la meglio. Basato su QTE.
- Braccio di ferro: disponibile nelle locande. Se Geralt vince, vincerà la puntata. I nani sono tra gli avversari più forti perché abituati a lavorare nelle miniere. Durante queste fasi, bisognerà tenere l'indicatore all'interno di un range finché Geralt non risulterà vincitore.

### Dialoghi
Nei dialoghi, in alcune situazioni urgenti, il giocatore ha un tempo determinato per scegliere una tra le azioni o frasi possibili; trascorso quel tempo se il giocatore non ha scelto una tra le opzioni presenti viene seguita una scelta predefinita. Le possibili risposte di Geralt non sono riportate per intero, ma solo riassunte. La scelta di dare un tempo limitato per certe risposte nasce dalla voglia di rendere il gioco più dinamico e più vicino alla realtà: pause troppo lunghe sarebbero inverosimili. Gli sviluppatori hanno preso questa decisione anche in seguito al successo di un videogioco per PlayStation 3 che adotta questo sistema: Heavy Rain. È garantito però il tempo necessario per leggere le possibili alternative e le occasioni in cui la scelta deve essere immediata sono rare.
I dialoghi possono essere interrotti da altri personaggi che si inseriscono nella discussione, o si dovranno prendere decisioni improvvise perché il gioco non va in pausa durante i dialoghi.
Geralt, così come nel prequel, può soffermarsi ad ascoltare quello che dicono i passanti, che talvolta lo salutano o esprimono pregiudizi sul suo conto, o semplicemente lo ignorano e pensano ai fatti propri.
La storia e i dialoghi sono stati scritti dagli stessi autori del prequel.

## Personaggi principali
- Geralt di Rivia: protagonista del gioco, Witcher abile con la spada, la magia e l'alchimia. Ha i capelli bianchi non per l'età, bensì per le mutazioni subite per diventare witcher. Per lo stesso motivo non può avere figli, ma ha un discreto successo con il gentil sesso. Ha perso la memoria all'inizio del prequel e sta cercando di ricostruire la sua identità grazie ai suoi amici.
- Triss Merigold: bella strega con i capelli rossi, amante di Geralt anche nel prequel e sua amica di vecchia data. Triss fa parte della Loggia delle Maghe del Consiglio Reale di Re Foltest, carica che perderà dopo la morte del sovrano.
- Dandelion: il suo vero nome è Julian Pankratz de Lettenhove. Amico stretto di Geralt, con cui ha viaggiato a lungo; bardo, autore di ballate che lui stesso suona e canta. Molto interessato a carpire il cuore delle fanciulle, per questo motivo (e per la sua abitudine di parlare troppo) finisce spesso col mettersi nei guai.
- Vernon Roche: È il comandante delle Bande Blu del re Foltest e ha combattuto contro gli scoia'tael (Scoiattoli, gruppo di elfi ribelli) e successivamente promosso ad agente speciale. Il suo unico fallimento è stato non riuscire a catturare il bandito Iorweth, che considera il suo nemico numero uno.
- Zoltan: lui e Geralt si sono incontrati anni prima per caso e sono diventati amici intimi. È legato a tradizioni naniche come giocare d'azzardo e ubriacarsi, attività in cui spesso il Witcher lo accompagna.
- Dethmold: mago desideroso di annientare gli Scoiattoli per motivi anche personali (suo fratello fu ucciso da uno di loro). È al servizio del re Henselt, che tiene a freno le sue ambizioni.
- Iorveth: spia elfica, bandito, difensore dei diritti dei non-umani, capo degli Scoiattoli, sopravvissuto alla persecuzione e per questo costretto a scappare dall'esercito di Temeria. Nemico molto pericoloso. Metà del suo volto è coperto da una bandana che nasconde in parte numerose cicatrici.
- Letho: un gigante con una grossa cicatrice sul viso che è riuscito a guadagnarsi la fiducia di Iorweth, di cui ha bisogno per poter uccidere i re dei Regni Settentrionali. Afferma di aver incontrato Geralt in passato. È un witcher

## Sviluppo
- Andrzej Sapkowski non ha collaborato in nessun modo alla creazione del gioco.[14]
- Il 18 settembre 2009 CD Projekt RED ha confermato ufficialmente che il gioco era in sviluppo per PC e ne ha divulgato il titolo, che da allora non ha subito modifiche.
- Per l'occasione la CD Projekt ha creato un proprio motore grafico, il REDengine, mentre nel prequel era stata usata una versione modificata dell'Aurora Engine della Bioware usato per la prima volta nel 2002 per il gioco Neverwinter Nights.
- Il gioco sfrutta il motore fisico Havok.
- Nel febbraio 2010 Artur Ganszyniec, il capo del team degli scrittori del gioco, ha lasciato CD Projekt RED anche se questo non ha compromesso la qualità della storia perché Ganszyniec aveva già concluso il proprio lavoro.
- Il 25 marzo 2010 è stato mostrato il primo video di gameplay, in cui vengono mostrati i vari modi in cui i giocatori possono completare il livello in base a delle scelte. La demo al GamesCom 2010 ha mostrato per la prima volta molti livelli e personaggi.
- Il gioco prevede, in base alle decisioni prese, sedici finali diversi ed è possibile importare il salvataggio del prequel.
- Il gioco integra un sistema di dialogo completo di voci di veri attori registrate a Londra.
- Il gioco non presenta differenze di gameplay nei vari stati (eccetto nella versione australiana), a differenza di come era accaduto per il prequel, dove nella versione americana le fanciulle con cui Geralt si intratteneva erano sempre più vestite rispetto alla versione originale.
- Il 3 maggio 2011 Namco Bandai ha confermato che la versione australiana del gioco conterrà una piccola modifica affinché il gioco possa rientrare nella fascia di videogiocatori che abbiano compiuto almeno quindici anni. Tale modifica comporta che una missione secondaria nella quale il giocatore può scegliere di essere ricompensato con prestazioni sessuali avrà una decisione predefinita nella quale Geralt declina l'offerta.[16]
- Il 13 maggio 2011 ha aperto il nuovo sito di The Witcher.[17]
- Il 13 maggio 2011 è uscito il trailer ufficiale del gioco.[18]
- Nella configurazione grafica del gioco è stata inserita una funzione detta "UberSampling", che una volta attivata fa sì che l'intera schermata di gioco viene riprodotta molteplici volte (rendering) per rendere le texture più definite possibili e migliorare al massimo i dettagli degli oggetti e degli elementi visibili sullo schermo, riducendo la scalettatura delle immagini (aliasing).[19]
- Il titolo all'uscita presentava ancora problemi. Il sito ufficiale ha reso disponibile la prima patch il 25 maggio 2011 per risolvere alcuni dei bug e migliorare la stabilità del gioco[20]. La patch è servita anche ad eliminare l'uso dei DRM e rendere più veloce l'aggiornamento dell'immagine di gioco.[21]
- Le versioni su DVD del gioco sono aggiornabili alla patch 1.1 con un file di meno di 16 MB, mentre la versione per Steam ricarica circa metà gioco per un totale di 9.382 MB.[22]
- Il 3 giugno 2011 è stata resa disponibile la patch 1.2, che ha mantenuto i DLC della patch precedente e aggiunge la possibilità di cambiare l'acconciatura di Geralt.[23]. Può essere installata solo dopo aver aggiornato il gioco alla patch precedente.
- Il 2 giugno 2011, pochi giorni dall'inizio dell'E3 2011, è stata annunciata l'uscita del titolo per Xbox 360 entro la fine del 2011, data slittata poi al 17 aprile 2012.[24]
- Il 29 settembre 2011 è stata rilasciata la Patch 2.0, che ha aggiunto la possibilità di compiere una missione che funge da tutorial e la modalità Arena, in cui il giocatore può misurarsi con avversari sempre più forti. Inoltre è stato rivisto il sistema di gameplay. Il combattimento permette di concatenare i colpi, e sono stati eliminati alcuni bug. Non è stata migliorata la compatibilità con i sistemi meno recenti.
- Pochi giorni dopo dell'uscita del videogioco Tomasz Gop, produttore capo della CD Projekt RED, in un'intervista, ha dichiarato: – Non posso ancora dire nulla per un miliardo di motivi, ma posso confermarvi che si tratta di un gioco della saga e molti giocatori di console potrebbero esserne interessati… –[25]
- Michał Kiciński fu intervistato da una TV polacca e confermò che CD Projekt stava valutando se realizzare o meno una versione per console del gioco[26].

In seguito all'intervista, il 2 giugno 2011 è stata annunciata l'uscita di The Witcher 2: Assassins of Kings anche per la console Xbox 360.

## Edizioni speciali
Premium Edition: la versione offre:
- DVD del gioco
- il CD delle musiche del gioco
- una guida in italiano
- un pamphlet in inglese e una moneta
- contenuti aggiuntivi (DLC)
- video con il making of del gioco
- una mappa del mondo di gioco
- il manuale di istruzioni in italiano
- due statuine di carta (papercraft)
- la confezione di cartone

Digital Premium Edition: versione non-fisica, ma digitale, scaricabile dal sito GOG.com Offre:
- il gioco
- gli MP3 delle musiche del gioco
- PDF del pamphlet in inglese
- PDF della guida in italiano
- PDF della mappa di gioco
- PDF del manuale in italiano
- video bonus con i trailer e il making of
- PDF delle statuine di carta

Collector'S Edition: oltre ai contenuti della Premium edition, aggiunge:
- Una statuina di carta aggiuntiva
- Modellino di carta del "mostro grande, grosso e cattivo"
- Art book di 200 pagine in inglese
- Set di dadi del gioco contenuti in una borsetta con il logo del gioco
- tre adesivi
- 54 carte da gioco con i personaggi del gioco
- una guida (in inglese) su come vincere giocando a carte o a dadi
- una moneta (oren) di Temeria
- una moneta maledetta
- la scultura di Geralt
- la scatola dove sono contenuti gli oggetti
- un DLC presente solo in questa versione (un vestito per Geralt)

## Pubblicità
Per promuovere il gioco, la copertina della versione polacca di Playboy nel numero di maggio 2011 raffigura la maga amante di Geralt, Triss Merigold mentre la 1C include nell'acquisto del gioco anche il calendario della modella Klodi Monsoon vestita come Triss.

La band polacca River Side ha scritto una canzone per promuovere The Witcher 2 intitolata Forgotten Land, inclusa nel nuovo album della band chiamato Memories in my Head.

## Accoglienza
The Witcher 2 ha ricevuto con la sua uscita il plauso universale, attualmente (maggio 2011) con una media di 92/100, basata su 15 giudizi di testate del settore, secondo quanto riportato da Game Informer.
GamesRadar ha assegnato al prodotto il punteggio di 10/10, dichiarando: «Veramente un ottimo lavoro. Questo stupefacente seguito fortifica le basi stabilite da un classico e crea un capolavoro brillante di viscerale combattimento, personalizzazione possibile da parte del giocatore da capogiro ed una storia davvero coinvolgente per tutti. E l'unione di tutto ciò crea una delle migliori esperienze di gioco di ruolo dell'anno».
PC Gamer ha valutato il gioco con un 89%, sostenendo: «Nelle sue 20/30 ore di quasi inesorabilmente superbia, Witcher 2 supera quasi tutti i limiti su cui può competere. Delude solo su due cose: possiede un sistema di combattimento non consolidato e un finale che fa davvero male a guardare».
L'edizione britannica di PC Format ha dato al gioco un punteggio del 92%. Spaziogames ha invece assegnato un 91% citando il fatto che il gioco è quello che i fan di Geralt (protagonista del prodotto) stanno cercando. La versione britannica di Gamereactor ha dato la valutazione di 9/10, affermando: «Grafica fantastica, storia coinvolgente, audio gradevole, mondo di gioco dettagliato».
Game Informer ha dato al gioco un punteggio di 9,25/10, citando la stupenda grafica, il sonoro ed il gameplay avvincente. Eurogamer ha valutato il gioco con un punteggio di 9/10.
Il sito italiano Multiplayer.it ha fornito un punteggio di 9,2/10, lodando la grafica considerata "da riferimento", l'alta immedesimazione fornita al giocatore dovuta alle sue scelte e le meccaniche di gioco. Fa però alcune critiche sul sistema di combattimento e sulla trama, commentando « [...] Il gioco è infatti punteggiato di tanti piccoli difetti che non minano in modo importante il gameplay, ma mostrano una certa mancanza di pulizia e rifinitura e in alcuni casi possono ridurre il coinvolgimento del giocatore nell'esperienza: su tutti l'approssimativo sistema di combattimento e una trama a tratti sconclusionata e disconnessa».
Il sito italiano Gamesurf della società Tiscali ha invece assegnato una valutazione di 8,5/10, dichiarando «CD Projekt ha saputo sopperire ai difetti e agli aspetti discutibili con ciò che tutti noi chiedevamo a gran voce: un degno sequel di uno dei migliori giochi di ruolo mai visti»; ha però sottolineato la presenza di vari bug e fatto notare le "elevatissime" prestazioni richieste per far girare il gioco su PC.
In risposta ad alcune critiche sull'elevata difficoltà del gioco, la Cd Projekt RED si è difesa dicendo di aver tratto l'ispirazione da titoli difficili e la volontà non era quella di ricreare un film interattivo; il produttore capo Tomasz Gop, durante un'intervista, ha consigliato a chi volesse evitare le difficoltà di giocare a livello facile anziché normale.

## Vendite
The Witcher 2 aveva venduto oltre 940.000 copie entro agosto 2011, un tasso di vendite che CD Projekt RED aveva previsto. Di tali 940.000 copie vendute, 200.000 erano copie digitali.
Ulteriori statistiche per le vendite online vennero rese note a novembre 2011. Le vendite combinate di Direct2Drive, Impulse e Gamersgate ammontarono ad un totale di 10.000 unità, mentre GOG vendette 40.000 copie. Durante lo stesso periodo, 200.000 copie di The Witcher 2 vennero vendute sulla piattaforma Steam.
A maggio 2012, il videogioco aveva venduto 1,7 milioni di copie. Nel febbraio 2013 le vendite congiunte del gioco e del suo predecessore superarono le 5 milioni di unità. A marzo 2014 la serie The Witcher aveva raggiunto le 7 milioni di copie vendute (per i due videogiochi), salite ad 8 milioni nel settembre 2014.